# Julien Kaboré
Julien Kaboré (ur. 18 czerwca 1968 w Zorgho) – burkiński duchowny katolicki, arcybiskup, nuncjusz apostolski w Ghanie.

## Życiorys
8 lipca 1995 otrzymał święcenia kapłańskie i został inkardynowany do archidiecezji Koupéla. Otrzymał przygotowanie do służby dyplomatycznej na Papieskiej Akademii Kościelnej. W 2004 rozpoczął pracę w nuncjaturze apostolskiej w Kenii. Następnie był sekretarzem nuncjatur w Papui-Nowej Gwinei (2007–2009), Kostaryce (2009–2012) i w Korei Południowej (2012–2014). Następnie pełnił funkcję radcy nuncjatur w: Chorwacji (2014–2016), Trynidadzie i Tobago (2016–2019), na Filipinach (2019–2022) i w Irlandii (2022–2024).

### Episkopat
29 czerwca 2024 papież Franciszek mianował go nuncjuszem apostolskim w Ghanie oraz arcybiskupem tytularnym Milevum. 14 września 2024 otrzymał święcenia biskupie w Bazylice św. Piotra na Watykanie, których mu udzielił kardynał Pietro Parolin.